# Mandat d'amener (film)
Pour plus de détails, voir Fiche technique et Distribution.
Mandat d'amener (titre alternatif: Monsieur le procureur) est un film français de Pierre Louis sorti en 1953. 
Le réalisateur tient lui-même un petit rôle dans le film.

## Fiche technique
- Titre : Mandat d'amener
- Titre alternatif : Monsieur le procureur
- Réalisation : Pierre Louis
- Scénario : André Lormeau et André Tabet
- Décors : Raymond Nègre
- Costumes : Alwynn
- Musique : René Sylviano
- Photographie : André Germain
- Montage : Monique Isnardon et Robert Isnardon
- Producteur : Robert de Nesle
- Pays d'origine :  France
- Format : Noir et blanc - 1,37:1 - 35 mm - Son mono
- Genre : Policier
- Durée : 82 minutes
- Date de sortie : France - 2 août 1953
- Affiche : Boris Grinsson (France)